# Kramatmulya (plaats)
Kramatmulya is een bestuurslaag in het regentschap Kuningan van de provincie West-Java, Indonesië. Kramatmulya telt 3366 inwoners (volkstelling 2010).